# Серафинцы
Сера́финцы (укр. Серафинці) — село в Городенковской городской общине Коломыйского района Ивано-Франковской области Украины.
Население по переписи 2001 года составляло 2302 человека. Занимает площадь 26,131 км². Почтовый индекс — 78142. Телефонный код — 03430.

## Известные уроженцы
- Левицкий-Макаренко, Николай (1914—1944) — украинский националист, майор УПА.